# 小林安茂
小林 安茂（こばやし やすしげ、1927年 - ）は、日本の地方公務員、造園家。

## 来歴
東京都に生まれる。三重農林専門学校林科（現・三重大学生物資源学部）を卒業する。
東京都公園緑地部都市公園課長、東京都公園緑地部長、東京都公園協会常務理事、東京都公園協会参与を歴任した。
1989年、第11回日本公園緑地協会北村賞を受賞した。

## 主要共著
- 『造園ハンドブック』[要文献特定詳細情報]
- 『造園実務集成』共著、技報堂。
- 『造園施工管理』共著、日本公園緑地協会」
- 『上野公園』郷学舎、<東京都公園文庫>、1980年
  - 東京都公園協会より1980年再刊
- 『林試の森公園』（中島宏との共著）東京都公園協会<東京都公園文庫>、1996年